# Jan Scheinost (1930)
Jan Scheinost (21. dubna 1930 – 26. března 1980, Praha) byl český překladatel a novinář.

## Životopis

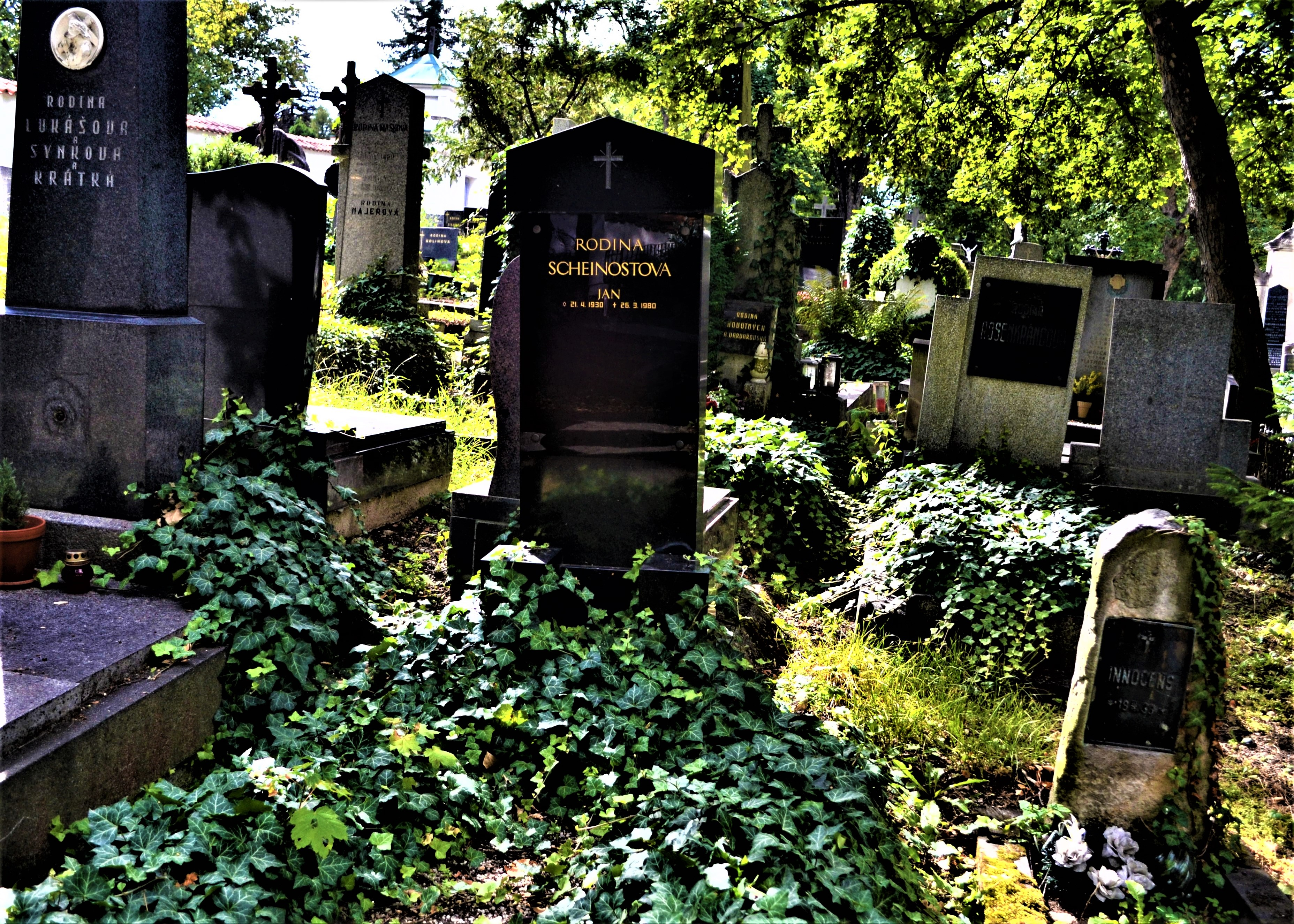
Hrob na Břevnovském hřbitově v Praze 6

Byl překladatelem z německého a anglického jazyka.
V sedmdesátých a osmdesátých letech, až do své smrti, pracoval jako redaktor v nakladatelství Vyšehrad. 
Je pochován na Břevnovském hřbitově.

## Překlady (uvedeno datum prvního českého vydání)
- 1963 Nachbar, Herbert : Svatba na Lännekenu
- 1965 Böll, Heinrich: Irský deník
- 1974 Lenz, Siegfried: Hodina němčiny
- 1975 Remarque, Erich Maria: Černý obelisk
- 1977 Schneider, Reinhold: Stříbrná lampa
- 1978 Ebner-Eschenbach, Marie von: Štědrý večer slečny Zuzanky a jiné povídky
- 1979 Kunert, Günter: Jízda rychlodráhou
- 1979 Andersch, Alfred: Bouře v Ardenách
- 1981 Meissel, Wilhelm: Zvláštní znamení žádná